# علي مردان خان (والي كابل)
علي مردان خان (الفارسية: علی مردان خان؛ توفي في 2 نيسان 1657) كان قائدًا عسكريًا وإداريًا كرديًا، خدم في عهد الملوك الصفويين شاه عباس الأول وشاه صفي، وفي وقت لاحق السلطان المغولي الهندي شاه جهان. كان ابن كنج علي خان [الإنجليزية]. بعد استسلام مدينة قندهار للمغول، حيث كانت جزءًا من الأراضي الشرقية للصفويين، في عام 1638، خدم بتميز في الإدارة المغولية، وحصل على أعلى مرتبة شرف في البلاط المغولي.

## الحياة المهنية
كان علي مردان خان كرديًا من قبيلة الزيغ، وابن المسؤول الصفوي كنج علي خان [الإنجليزية]. في عام 1624، ورث علي مردان خان منصب والده عندما عُين حاكمًا لكرمان وسيستان وقندهار من الشاه الصفوي شاه عباس. مثل والده، حكم علي مردان خان من مدينة قندهار. في عام 1625، تم تسليم السيطرة على كرمان إلى طهماسب قلي خان [الإنجليزية] لأسباب إدارية.
في عام 1632، بدأ علي مردان خان سلسلة من المراسلات مع البلاط المغولي، والتي بلغت ذروتها بالاستسلام الرسمي لأراضيه (بما في ذلك قندهار) للسلطان المغولي شاه جهان في مارس 1638. من المحتمل أن يكون السبب وراء أفعاله هو الخوف من الاغتيال على يد الحاكم الصفوي شاه صفي، الذي تسبب بالفعل في مقتل أو اختفاء العديد من الأفراد البارزين في الحكومة الصفوية. وقد تم تسليط الضوء على تسليم قلعة قندهار في السجلات المغولية والصفوية، حيث تم الترحيب بها وإدانتها على التوالي. قوبل انشقاق علي مردان خان بمكافأة سخية من شاه جهان، الذي أرسل له العديد من الهدايا.

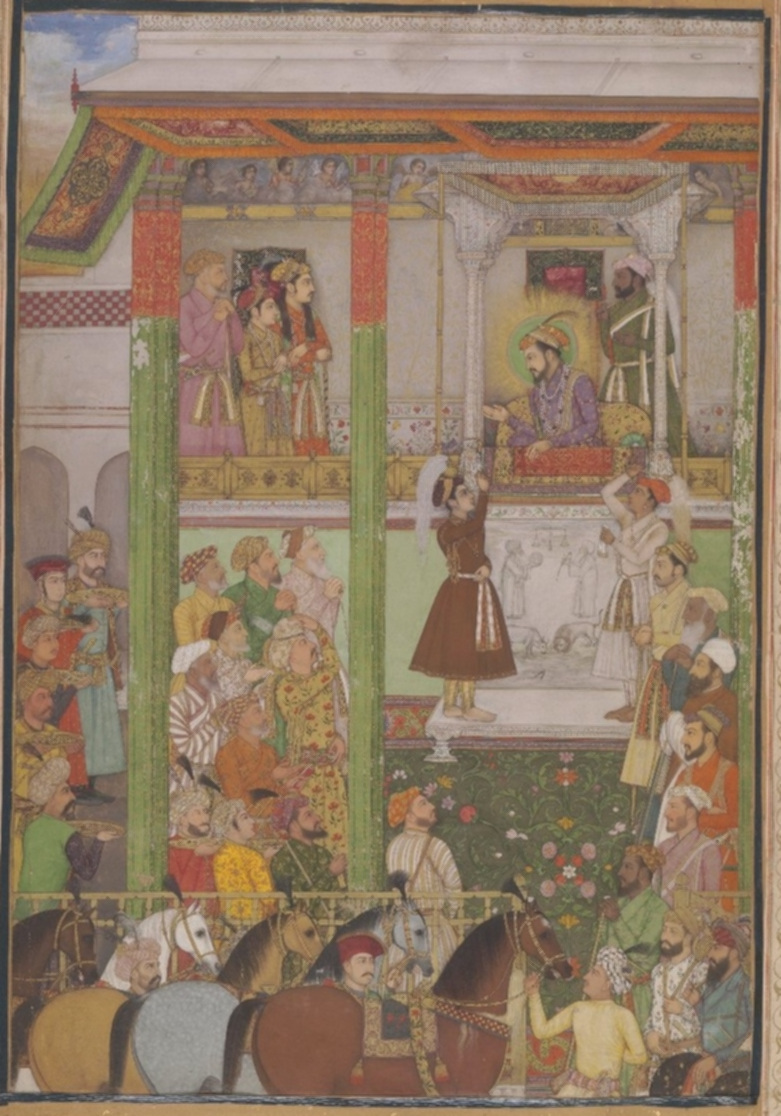
شاهجهان يستقبل علي مردان خان في الدربار

شهد علي مردان خان صعودًا مستمرًّا في الحكومة المغولية، فأصبح عضوًا يتمتع بمسؤوليات مهمة وأحد النبلاء المفضلين لدى شاه جهان. بحلول عام 1643، أصبح أعلى مرتبة بين النبلاء المغول من خلال الوصول إلى رتبة 7000 ذات (مشاة) و7000 سوار. وقد لُقّب أيضًا بلقب أمير الأمراء. في وقت مبكر من ولايته (1638) تم تعيينه حاكمًا لكشمير؛ ثم تم تعيينه لاحقًا أيضًا في صباح لاهور (البنجاب) [الإنجليزية]، وأخيرًا تم نقله إلى منصب استراتيجي كحاكم لكابول، والذي احتفظ به حتى وفاته.
في عام 1657، مرض علي مردان خان وتوفي بسبب وباء في شبه القارة الهندية. دُفن في قبر والدته، وهو اليوم قبر علي مردان خان.

## العمارة
كان علي مردان خان راعيًا معماريًا بارزًا. بصفته مسؤولًا صفويًا، يُعرف عنه أنه قام ببناء خزان مجمع كنج علي خان في كرمان، وبناء حدائق متعددة في قندهار.

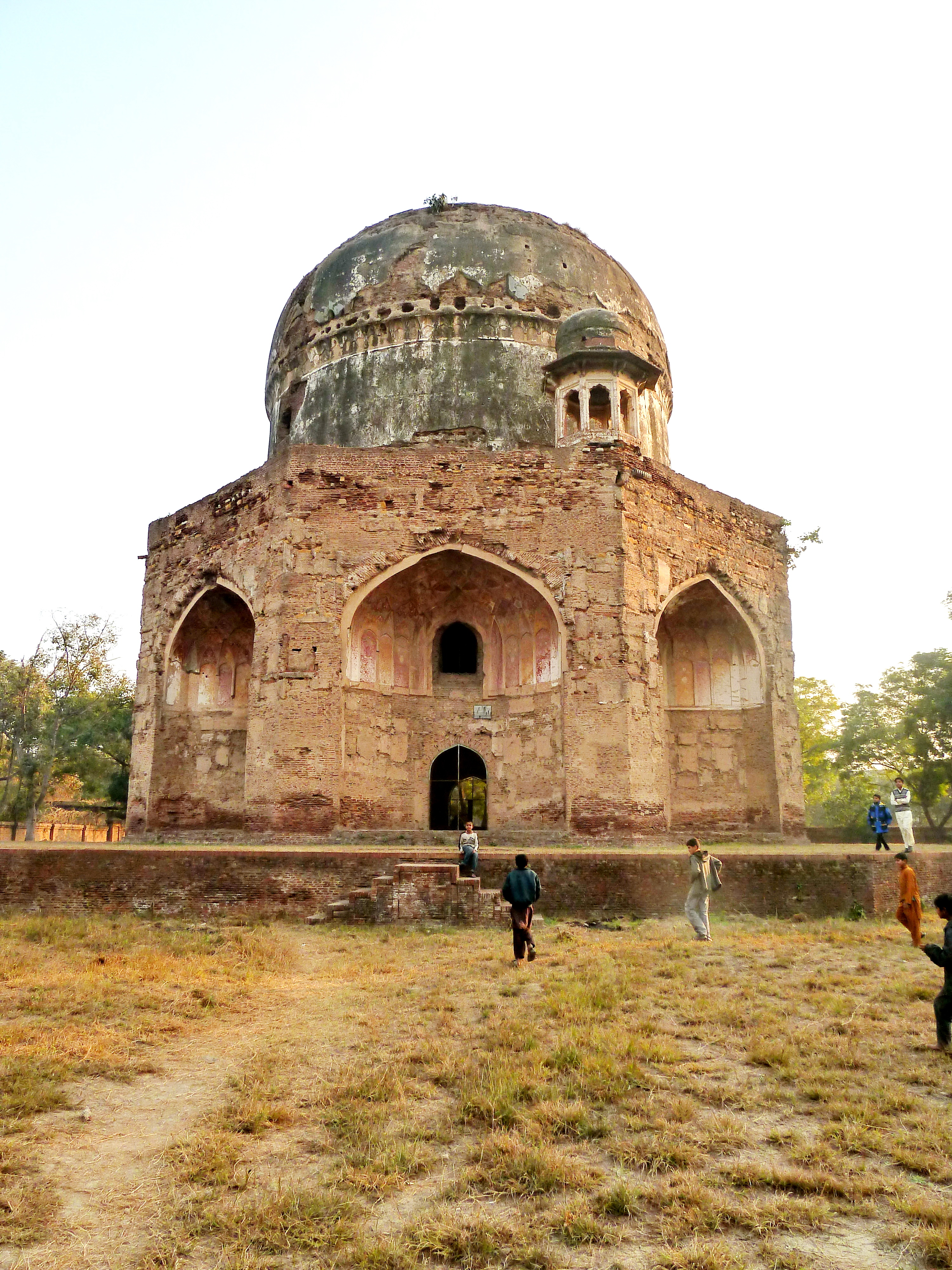
قبر علي مردان خان

كان إنجازه المعماري الأكثر شهرة كمسؤول مغولي هو إنشاء قناة تنقل المياه إلى ضواحي لاهور من نهر رافي ، الذي كان يبعد أكثر من 100 ميل. وقد مكن هذا من إنشاء شاليمار باغ في لاهور. كان من بين الإبداعات المعمارية الهامة الأخرى البازار المغطى على الطراز الإيراني في بيشاور ، والذي أثار إعجاب شاه جهان وألهم سوق عاصمته شاهجهان آباد [الإنجليزية]. قام علي مردان خان ببناء حديقة تشاشمي شاهي [الإنجليزية] في سريناغار بالإضافة إلى حدائق أخرى في شاهجهان آباد وبيشاور. وينسب إليه أيضًا تعزيز التحصينات في قندهار والقيام بمشاريع البناء المدني في كابل. من المحتمل أن يكون قبر علي مردان خان بناءً على طلبه.

## روابط خارجية
- ديلي تايمز: القيادة عبر التاريخ